# 北区歴史と文化の八十八選
北区歴史と文化の八十八選（きたく れきしとぶんかのはちじゅうはちせん）は、北海道札幌市北区に残る歴史的建造物や文化遺産を、北区役所が88か所にわたり選定したもの。案内板の設置やガイドブックの配布によって啓蒙が図られている。

## 概要
1990年（平成2年）、郷土史家や文化人などの北区民代表6名で構成された選定委員会によって選び出された。
88か所の文化遺産は地区ごとに5つのコースに分けられている。案内板には1文字ずつキーワードが書かれており、順番どおりに並べるとコースごとに1つの文章になる。キーワードを正しく集めてガイドブックに記入し、北区役所地域振興課やまちづくりセンターに持参することで、オリジナル賞品が授与される。
2023年（令和5年）には10年ぶりにガイドブックが大幅に改定され、さらに現地の案内板も更新されてモバイルガイド用のQRコードが付加された。現存しない史跡でもモバイルガイドを利用すれば、復元3D画像を見ることができる。

## 文学と学問の道
〈鉄西・幌北コース〉
| 番号  | 画像                      | 名称                                   | 所在地                     | 説明                                                                        |
| ----- | ------------------------- | -------------------------------------- | -------------------------- | --------------------------------------------------------------------------- |
| No.1  | 有島武郎邸跡              | 有島武郎邸跡                           | 北12西3                    | 建物は札幌芸術の森に移築されている。                                        |
| No.2  | 札幌中学校「発祥の地」碑  | 札幌中学校「発祥の地」碑               | 北11西3                    | 北海道札幌南高等学校の前身である「庁立札幌第一中学校」跡地。                |
| No.3  |                           | 石川啄木の下宿跡                       | 北7西4 札幌クレストビル1階 | 啄木の下宿先跡地。JR 札幌駅西口のほど近くに、胸像がひっそりと置かれている。 |
| No.4  | 朔風                      | 朔風                                   | 北6西7 自治労会館横        | ブロンズ女性像。北風に向かうイメージ。                                      |
| No.5  | 偕楽園緑地                | 偕楽園跡                               | 北7西7                     | 日本最初の都市公園跡。                                                      |
| No.6  | 清華亭                    | 清華亭                                 | 北7西7                     | 偕楽園内の貴賓接待所。札幌市指定有形文化財。                                |
| No.7  | 永倉新八来訪の地          | 新選組隊士永倉新八来訪の地             | 北9西5 北海道大学正門前    | 永倉が学生たちに剣術を教えた道場跡。                                        |
| No.8  | 佐藤昌介像                | 佐藤昌介像                             | 北9西5 北海道大学構内      | 札幌農学校第1期生にして北海道大学初代総長の胸像。                           |
| No.9  | 北海道大学 百年記念会館   | 北海道大学百年記念会館                 | 北9西6 北海道大学構内      | 北海道大学の歴史を展示している。                                            |
| No.10 | サクシュコトニ川          | サクシュコトニ川                       | 北8-9西6 北海道大学構内    | かつての湧き水からの流れを再生した小川。                                    |
| No.11 | ウィリアム・S・クラーク像 | ウィリアム・S・クラーク像              | 北9西7 北海道大学構内      | ウィリアム・スミス・クラークの胸像。                                        |
| No.12 | 古河記念講堂              | 古河記念講堂                           | 北9西7 北海道大学構内      | 古河虎之助の寄付で建てられた講堂。                                          |
| No.13 | 旧札幌農学校読書室        | 旧札幌農学校校舎                       | 北9西8 北海道大学構内      | 日本国の登録有形文化財。                                                    |
| No.14 | 小麦研究記念碑            | 小麦研究記念碑                         | 北10西10 北海道大学構内    | 坂村徹と木原均の功績をたたえて建立された。                                  |
| No.15 | 北大ポプラ並木            | 北大ポプラ並木                         | 北11-12西10 北海道大学構内 |                                                                             |
| No.16 | 「人工雪誕生の地」碑      | 「人工雪誕生の地」碑                   | 北12西8 北海道大学構内     | 中谷宇吉郎の功績をたたえて建立された。                                      |
| No.17 | 北大イチョウ並木          | 北大イチョウ並木                       | 北13西5-7 北海道大学構内   |                                                                             |
| No.18 |                           | 母子像                                 | 北14西5 北海道大学構内     | 財団法人協済会の創立65年を記念して建立された。                              |
| No.19 | 恵迪寮歌「都ぞ弥生」歌碑  | 恵迪寮歌「都ぞ弥生」歌碑               | 北16西9 北海道大学構内     |                                                                             |
| No.20 | 北大遺跡保存庭園          | 北大遺跡保存庭園                       | 北17-18西11 北海道大学構内 |                                                                             |
| No.21 | 北海道大学農学部第二農場  | 北海道大学農学部第二農場               | 北18西8 北海道大学構内     | 日本国の指定重要文化財。                                                    |
| No.22 |                           | 旧藤高等女学校校舎（キノルド記念館）跡 | 北16西2 藤学園内           | マックス・ヒンデルの設計。                                                  |

## 水辺と開墾の道
〈北・新川・新琴似・麻生コース〉
| 番号  | 画像                   | 名称                         | 所在地                         | 説明                                                                   |
| ----- | ---------------------- | ---------------------------- | ------------------------------ | ---------------------------------------------------------------------- |
| No.23 | 北27条公園通り         | 北27条公園通り               | 北26西5-8                      | 旧札幌飛行場の防風緑地帯を公園通りにした。                             |
| No.24 | いのち                 | いのち                       | 北25西7 若草公園内             | 坂坦道による、交通安全祈念の母子像。                                   |
| No.25 | 札幌飛行場正門跡       | 札幌飛行場正門跡と「風雪」碑 | 北24西8                        | 飛行場の門柱と、坂坦道による碑                                         |
| No.26 | 力士若勇碑             | 力士若勇碑                   | 北24西19 新川橋のたもと        | 草相撲の大関・若勇（前谷省三）を称えて建立された碑。                   |
| No.27 | 馬頭大神               | 馬頭大神                     | 新川3条13丁目 新川皇大神社境内 |                                                                        |
| No.28 |                        | 新川さくら並木・新川緑地     | 新川3条17丁目 天狗橋           |                                                                        |
| No.29 | 新川「開基百年記念」碑 | 新川「開基百年記念」碑       | 新川4条14丁目 新川中央公園内   | 1989年（平成元年）、新川開基100年を記念して建立された。                |
| No.30 | 近藤牧場               | 近藤牧場                     | 新川694番地                    | 木造と石造の2種類のサイロが併用されている。                            |
| No.31 | 安春川                 | 安春川の水辺と散策路         | 新琴似5条1 - 10丁目付近        | 屯田兵の生活をイメージしたタイル絵が施されている。                     |
| No.32 |                        | 新琴似屯田兵屋               | 新琴似1条6丁目                 | すでに解体されており、現存しない。                                     |
| No.33 |                        | 屯田兵もやい井戸跡           | 新琴似5条4丁目                 | 共同井戸の跡地。                                                       |
| No.34 | 東繁造君学勲碑         | 東繁造君学勲碑               | 新琴似8条3丁目 新琴似神社境内  | 人間と動物の血液の鑑別法を確立した、東繁造の功績をたたえて建立された。 |
| No.35 | 新琴似兵村記念碑       | 新琴似兵村記念碑             | 新琴似8条3丁目 新琴似神社境内  | 1936年（昭和11年）、屯田兵入植50年を記念して建立された。               |
| No.36 | 新琴似の馬魂碑         | 新琴似の馬魂碑               | 新琴似8条3丁目 新琴似神社境内  |                                                                        |
| No.37 | 吹田晋平歌碑           | 吹田晋平歌碑                 | 新琴似8条3丁目 新琴似神社境内  | 歌人・吹田晋平（市議会議員・菅進）の功績をたたえて建立された。         |
| No.38 | 新琴似「百年碑」       | 新琴似「百年碑」             | 新琴似8条3丁目 新琴似神社境内  | 1986年（昭和61年）建立。                                               |
| No.39 | 新琴似屯田兵中隊本部   | 新琴似屯田兵中隊本部         | 新琴似8条3丁目 新琴似神社境内  | 札幌市指定有形文化財。                                                 |
| No.40 | 新琴似「拓魂」碑       | 新琴似「拓魂」碑             | 新琴似8条3丁目 新琴似神社境内  | 歴代の農業協同組合長を顕彰して建立された。                             |
| No.41 | 新琴似「開村記念碑」   | 新琴似「開村記念碑」         | 新琴似8条3丁目 新琴似神社境内  | 1892年（明治25年）建立。                                               |
| No.42 | 若山牧水来訪の地       | 歌人・若山牧水来訪の地       | 新琴似7条3丁目                 | 1926年（大正15年）、牧水・喜志子夫妻が新琴似村を来訪した地。           |
| No.43 | 新琴似歌舞伎の跡地     | 新琴似歌舞伎の跡地           | 新琴似7条1丁目                 |                                                                        |
| No.44 | 帝国製麻琴似製線工場跡 | 帝国製麻琴似製線工場跡       | 麻生町3丁目                    | 工場長宅のアカマツが残る。                                             |

## 森と歴史の道
〈屯田コース〉
| 番号  | 画像                   | 名称                                 | 所在地                        | 説明                                                                           |
| ----- | ---------------------- | ------------------------------------ | ----------------------------- | ------------------------------------------------------------------------------ |
| No.45 | 屯田防風林             | 屯田防風林                           | 屯田1条2丁目 - 5条12丁目      |                                                                                |
| No.46 | 植樹碑                 | 植樹碑                               | 屯田4条10丁目 屯田西公園内    | 札幌すずらんライオンズクラブによる1000本のサクラの植樹記念。                   |
| No.47 | はたちのつどい記念塔   | はたちのつどい記念塔                 | 屯田4条10丁目 屯田西公園内    | タイムカプセル入りの記念塔。                                                   |
| No.48 | 屯田みずほ通り         | 屯田みずほ通り                       | 屯田5条1 - 12丁目             | かつての用水路跡を整備した遊歩道。                                             |
| No.49 | 屯田の太陽             | 屯田の太陽                           | 屯田5条6丁目 屯田地区センター | 屯田開基100年記念モニュメント。                                                |
| No.50 | 屯田郷土資料館         | 屯田郷土資料館                       | 屯田5条6丁目 屯田地区センター | 館内には屯田兵屋が復元されている。                                             |
| No.51 | 屯田開拓顕彰広場       | 「屯田兵第一大隊第四中隊本部跡」の碑 | 屯田7条7丁目 屯田開拓顕彰広場 | 1988年（昭和63年）建立。                                                       |
| No.52 | 屯田開拓顕彰広場       | 篠路兵村「開拓碑」                   | 屯田7条7丁目 屯田開拓顕彰広場 | 1928年（昭和3年）建立。                                                        |
| No.53 | 屯田開拓顕彰広場       | 水田開発記念碑                       | 屯田7条7丁目 屯田開拓顕彰広場 | 1958年（昭和33年）建立。                                                       |
| No.54 | 屯田開拓顕彰広場       | 屯田兵顕彰之像                       | 屯田7条7丁目 屯田開拓顕彰広場 | 屯田開基100年を記念して建立。                                                  |
| No.55 | 屯田開拓顕彰広場       | 馬魂之像                             | 屯田7条7丁目 屯田開拓顕彰広場 | 屯田開基100年を記念して建立。                                                  |
| No.56 | 篠路兵村「移住記念碑」 | 篠路兵村「移住記念碑」               | 屯田7条6丁目 江南神社境内     | 1896年（明治29年）に建立。                                                     |
| No.57 | 篠路兵村「移住記念碑」 | 屯田開基九十周年記念顕彰碑           | 屯田7条6丁目 江南神社境内     | 吹田晋平の歌が刻まれている。                                                   |
| No.58 | 望郷のアカマツ         | 望郷のアカマツ                       | 屯田7条6丁目 江南神社境内     | 1894年（明治27年）に屯田兵中隊本部が配布したアカマツのうちの1本。              |
| No.59 | 馬霊神蕾驊号の碑       | 馬霊神蕾驊号の碑                     | 屯田7条2丁目 服部邸内         | 蕾驊号（らいかごう）は農林省種畜場から貸し下げになった馬。                     |
| No.60 | 馬霊第七王驊号之碑     | 馬霊第七王驊号之碑                   | 屯田7条1丁目 石川邸内         | 第七王驊号（おうかごう）は全道共進会で最優秀賞を獲得したペルシュロン種の牝馬。 |
| No.61 | 創成川通りのポプラ並木 | 創成川通りのポプラ並木               | 太平7条1丁目 北三番橋         |                                                                                |

## 農村文化発祥の道
〈太平・篠路コース〉
| 番号  | 画像                           | 名称                                           | 所在地                         | 説明                                                          |
| ----- | ------------------------------ | ---------------------------------------------- | ------------------------------ | ------------------------------------------------------------- |
| No.62 | 太平の馬頭観世音               | 太平の馬頭観世音                               | 太平6条1丁目 松岡邸内          | 農耕馬の疾病の防止を願って建立された。                        |
| No.63 | 太平会館                       | 太平会館資料室                                 | 太平8条2丁目                   | 農具や生活資料を展示している。                                |
| No.64 | 太平開基百年碑                 | 太平開基百年碑                                 | 太平12条3丁目 太平公園内       | 1988年（昭和63年）建立。                                      |
| No.65 |                                | '86さっぽろ花と緑の博覧会モニュメント          | 百合が原210番地 百合が原公園内 | 自然を題材にした4つのモニュメント。                           |
| No.66 |                                | ハルニレの森づくり発祥の地                     | 百合が原210番地 百合が原公園内 |                                                               |
| No.67 | 「篠路烈々布開基百年」碑       | 「篠路烈々布開基百年」碑                       | 百合が原11丁目 篠路烈々布会館  | 1982年（昭和57年）建立。                                      |
| No.68 | 篠路烈々布郷土資料館           | 篠路烈々布郷土資料館                           | 百合が原11丁目 篠路烈々布会館  | 開拓当時の日用品や篠路獅子舞の資料などを展示している。        |
| No.69 | 花岡義信の碑                   | 篠路歌舞伎発祥の地                             | 百合が原9丁目                  |                                                               |
| No.70 | 篠路コミュニティセンター       | 篠路コミュニティセンターの藍と篠路歌舞伎の展示 | 篠路3条8丁目                   |                                                               |
| No.71 | 篠路駅周辺の倉庫群             | 篠路駅周辺の倉庫群                             | 篠路3条7丁目                   |                                                               |
| No.72 |                                | 篠路獅子舞                                     | 篠路4条7丁目 篠路神社境内      |                                                               |
| No.73 | 篠路神社の馬魂碑・小松山之碑   | 力士・小松山之碑                               | 篠路4条7丁目 篠路神社境内      | 草相撲の力士・小松山（下山松太郎）の功績を称えて建立された。  |
| No.74 | 篠路神社の馬魂碑・小松山之碑   | 篠路神社の馬魂碑                               | 篠路4条7丁目 篠路神社境内      | 名馬5頭を合祀した碑。                                         |
| No.75 | 早山家のアカマツ               | 早山家のアカマツ                               | 篠路7条7丁目 早山邸            | 1859年（安政6年）ころ入植した早山清太郎が植えた。現存しない。 |
| No.76 | 龍雲寺の馬頭観世音             | 龍雲寺の馬頭観世音                             | 篠路5条10丁目 龍雲寺境内       |                                                               |
| No.77 | 荒井金助と早山清太郎ゆかりの地 | 荒井金助と早山清太郎ゆかりの地                 | 篠路5条10丁目 龍雲寺境内       | 石狩初の農村づくりに尽力した両名の墓所。                      |
| No.78 | 龍雲寺                         | 龍雲寺のイチョウ                               | 篠路5条10丁目 龍雲寺境内       | 鋤柄松太郎が開拓記念に植えた。                                |

## 藍の道
〈篠路・拓北・あいの里コース〉
| 番号  | 画像                   | 名称                   | 所在地                                | 説明                                   |
| ----- | ---------------------- | ---------------------- | ------------------------------------- | -------------------------------------- |
| No.79 | 水野波陣洞句碑         | 水野波陣洞句碑         | 東茨戸 ガトーキングダム・サッポロ内   | 1960年（昭和35年）建立。               |
| No.80 | 川端麟太句碑           | 川端麟太句碑           | 東茨戸 ガトーキングダム・サッポロ内   |                                        |
| No.81 | 藍栽培ゆかりの地       | 藍栽培ゆかりの地       | 篠路町篠路419番地                     |                                        |
| No.82 | 宮西頼母歌碑           | 宮西頼母歌碑           | 篠路町篠路419番地                     | 1968年（昭和43年）の歌会始めの入選歌。 |
| No.83 | 興産社の馬頭観世音     | 興産社の馬頭観世音     | 篠路町拓北87番2                       |                                        |
| No.84 | 仙人庚申塚             | 仙人庚申塚             | あいの里4条2丁目                      |                                        |
| No.85 | 篠路の馬魂碑・馬頭観音 | 篠路の馬魂碑・馬頭観音 | 篠路町拓北255-7 柳沢農場内            |                                        |
| No.86 | トンネウス沼           | トンネウス沼           | あいの里4条8丁目 あいの里公園内       | 希少なアジアイトトンボの生息地。       |
| No.87 | あいの里開発記念之碑   | あいの里開発記念之碑   | あいの里4条6丁目 拓北会館前           | 1982年（昭和57年）建立。               |
| No.88 | 「あいの里」竣工記念碑 | 「あいの里」竣工記念碑 | あいの里1条5丁目 JRあいの里教育大駅前 | 1990年（平成2年）建立。                |